# Res derelictae
Res derelicta és una expressió llatina utilitzada per referir-se a les coses abandonades pel seu propietari qui ha renunciat al domini de manera que qualsevol persona pot adquirir-les per ocupació. No s'ha de confondre amb la cosa perduda que sí que té amo, ja que l'amo conserva la possessió i, per tant, no es pot ocupar. No s'ha de confondre amb la res nullius, ja que aquesta mai ha tingut amo.